# Hải Luân
Hải Luân (chữ Hán giản thể: 海伦市, âm Hán Việt: Hải Luân thị) là một thành phố cấp huyện thuộc địa cấp thị Tuy Hóa, tỉnh Hắc Long Giang, Cộng hòa Nhân dân Trung Hoa. Thành phố Hải Luân có diện tích 4667 km², dân số 810.000 người. Mã số bưu chính của thành phố Hải Luân là 152300, mã vùng điện thoại là 0455. Chính quyền nhân dân thành phố đóng tại trấn Hải Luân. Thành phố này là nơi sinh sống của 9 dân tộc như: Hán, Hồi, Mông Cổ, Thổ Gia... Thành phố Hải Luân được chia thành 7 trấn, 16 hương, hương dân tộc. 
- Trấn: Hải Luân, Đông Phong, Tường Phú, Hải Hưng, Luân Hà, Cộng Hợp, Hải Bắc.
- Hương: Tiền Tiến, Hướng Vinh, Trường Phát, Đông Lâm, Hải Nam, Lạc Nghiệp, Cộng Vinh, Phú Dân, Phong Sơn, Vĩnh Phú, Bách Tường, Liên Phát, Vĩnh Hợp, Ái Dân, Trát Âm Hà, Song Lục.